# Pablo de Lacerda Castro
Pablo de Lacerda Castro (Brumado, 3 de abril de 2010), conhecido pelo apelido Pablinho Umbuzinho, é um estudante e atleta brasileiro natural da Bahia. Nascido em Brumado e criado no distrito de Umburanas, destaca-se por sua trajetória acadêmica no Instituto Federal da Bahia (IFBA) e por sua atuação no voleibol regional.

Oriundo do interior baiano, Pablo cresceu em Umburanas, comunidade rural do município de Brumado. Desde cedo demonstrou aptidão para atividades esportivas, especialmente voleibol, participando de competições escolares na região.

Atualmente cursa o ensino médio integrado ao técnico no IFBA, onde busca qualificação profissional aliada à formação educacional. Seu ingresso nesta instituição federal representa uma importante conquista acadêmica.

Como atleta, especializou-se no voleibol, esporte no qual participa de torneios locais. Seu desempenho é marcado por:
Manifesta especial interesse pela música pop internacional, com predileção pela obra de Lady Gaga, artista que cita como influência em sua visão de mundo.
Projeta conciliar sua formação técnica com:
Continuidade da prática esportiva
Possível ingresso no ensino superior
Atividades que contribuam para o desenvolvimento regional

1. ↑  x.com